# Pipradhi Goth
Pipradhi Goth (nep. पिप्राढी गोठ) – gaun wikas samiti w środkowej części Nepalu w strefie Narajani w dystrykcie Bara. Według nepalskiego spisu powszechnego z 2001 roku liczył on 633 gospodarstw domowych i 4337 mieszkańców (2069 kobiet i 2268 mężczyzn).